# 러시안 블루
러시안 블루(영어: Russian Blue)는 고양이과에 속하는 은회색의 단모종 고양이이다. 푸른빛이 도는 회색털과 초록색 눈으로 유명하다. 러시아가 원산지이고 조용하고 온순한 성격으로 잘 울지 않으며, 울어도 그 소리가 무척 작다. 그리고 애교가 많고 호기심도 많다. 그리고 참고로 러시안 블루와 비슷한 고양이도 있는데 태국에서 왔다고 한다. 그 고양이의 이름은 바로 코랫이다.

## 기원 및 역사
확실한 기원은 아니지만, 북부 러시아의 아르한겔스크 제도에서 유래하였다고 알려져 있다. 원래는 아크엔젤 블루 (Archangel Blue) 혹은 포린 블루 (Foreign Blue)로 알려졌었고, 1860년대에 선원들에 의해 영국과 북유럽으로 전해졌다고 전해온다. 러시아 왕가의 황실 고양이의 후손이었고, 빅토리아 여왕의 애묘였다고 하는데, 그 때문에 1875년 영국의 크리스탈 궁에서 아크엔젤 고양이로 소개되었다. 러시안 블루가 들어올 당시 유럽에서 유행했던 고양이는 샤르트뢰로, 외모가 유사하던 러시안 블루는 샴고양이처럼 행동하도록 교육을 받았고, 브리티시종의 외관을 따라가게 교배시켰다. 이로 인해 독특한 특성을 점점 잃게 되어 후에 원조 아크엔젤 고양이를 살리려는 영국인 브리더들이 러시안 블루의 외모를 복귀시키려는 노력을 해야만 했다. 1912년 독자적인 종으로 인정받고, 그 이후 영국과 미국, 스칸디나비아 브리더들이 혈통을 발전시켜 1960년대 큰 인기를 얻기 시작했다.

## 전설
러시안 블루 고양이는 러시아 왕가, 차르 황실 고양이 후손이었다. 다른 고양이들과 달리 러시안 블루는 주인의 말을 잘 따르고, 말썽도 피우지 않는 지혜로운 고양이로 명성이 자자했다. 고양이 중 유일하게 황실 교육이 가능했던 러시안블루는 걷는 모습, 먹는 속도 등의 예절 교육은 물론 주인의 명령을 올바르게 따르는 교육, 주인의 기분을 파악하는 교육까지 받았다. 그 때문인지 현재도 영리하고 지혜로운 러시안 블루의 인기는 이어지고 있다.

## 특징
가장 큰 외형적 특징은 탄탄하고 날렵한 몸에 짧은 은빛을 띤 푸른색의 털이 촘촘히 덮고 있는 것이다. 매끈거리는 털은 끝 부분으로 갈수록 은빛을 띤다. 무늬는 가지고 있지 않다. 머리는 V자 형이며 이마가 평평하고 목이 길고 가늘다. 짙은 초록색 눈은 둥그스름하며 눈 색깔이 두 번 바뀌는 것으로 유명하다. 처음 태어났을 때 가지고 있던 짙은 청회색 눈이 생후 2개월쯤 되어 노란색으로 바뀌고, 생후 5~6개월령 전후로 다시 한번 초록색으로 바뀐다. 단, 대부분 볼 수 있는 러시안 블루는 브리티시 쇼트헤어와의 교배종으로, 초록색 눈을 관측하기는 쉽지 않다. 귀는 크고 뾰족하며 밑동이 넓다. 꼬리는 끝 부분으로 갈수록 가늘다. 매우 조용하고 온순하다.또한 러시안블루는 울음소리가 작으며 거의 울지 않는다. 애교가 많으며 주인의 감정에 민감하게 반응한다. 주인이나 가족에게 애정이 깊으나 낯선 사람은  경계하며 낯을  가린다.

## 네벨룽

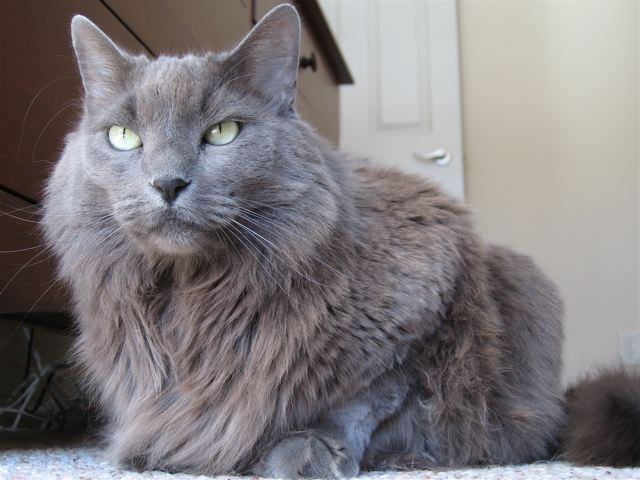
네벨룽의 모습

러시안 블루의 장모종을 원하던 브리더들은 네벨룽(Nebelung)이라는 품종을 탄생시켰는데, 러시안 블루의 조용하고 침착한 성격은 그대로이고 눈 색깔이나 털의 색깔도 그대로이지만 털의 길이가 훨씬 길다. 털의 길이가 길기 때문에 러시안 블루의 날렵한 느낌보다 우아한 분위기를 풍긴다.

## 같이 보기
- 네벨룽
- 러시안 화이트, 블랙, 그리고 태비